# Hard-bop

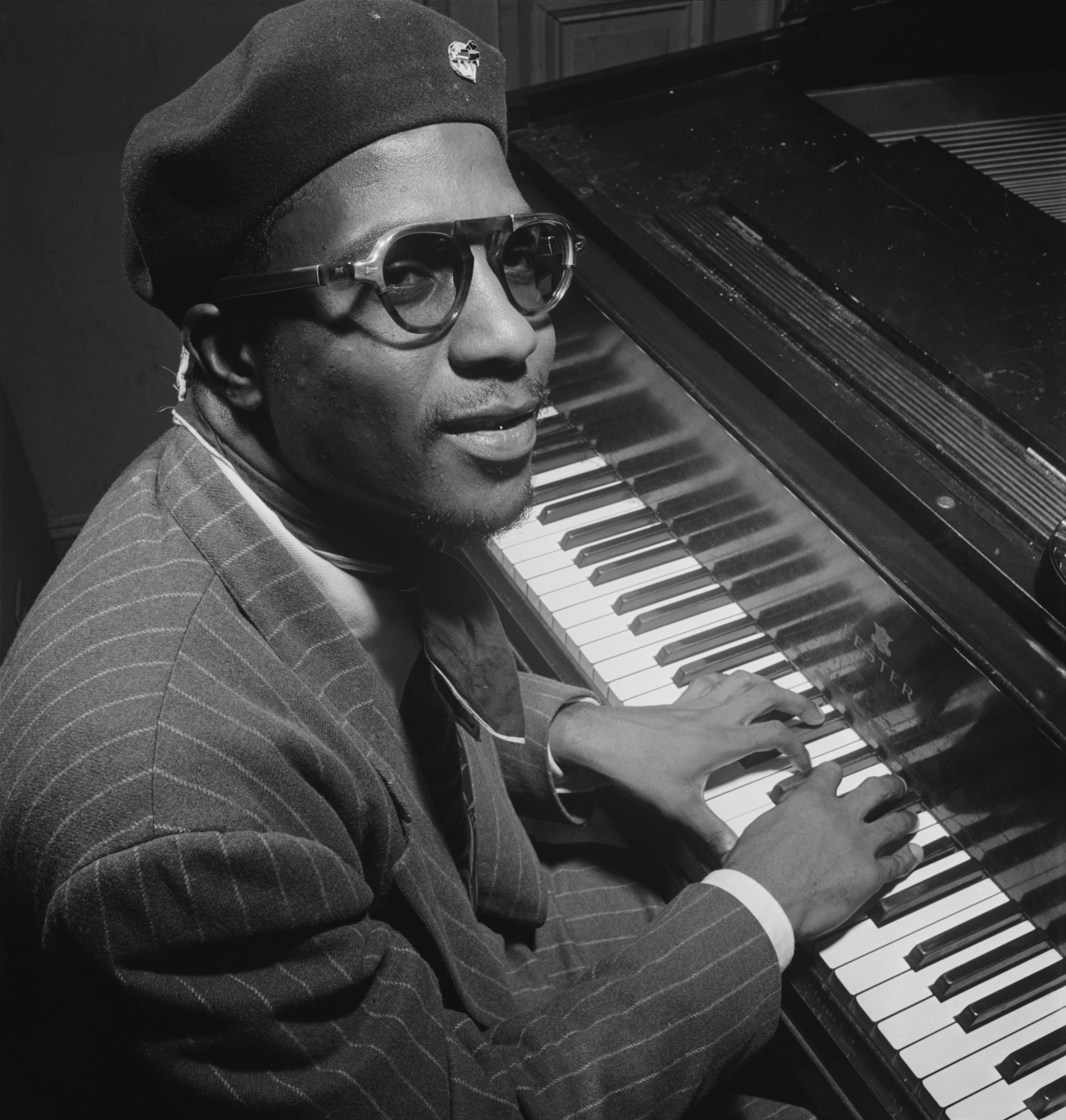
Thelonious Monk, 1947

El hard-bop és un estil musical del jazz que es va desenvolupar des de la meitat de la dècada dels cinquanta fins a la meitat dels seixanta del segle xx. Cronològicament, segueix al cool i precedeix a les avantguardes jazzístiques (en concret, al free-jazz i al jazz modal). En el seu moment va rebre també la denominació de East Coast jazz, per oposició al West Coast jazz.

## Orígens
El cool i el West Coast jazz van assimilar algunes de les innovacions del Bebop però, en línies generals, es van desenvolupar des de camins més propers a la música europea i a les formes més avantguardistes del swing. Per això, molts músics negres, especialment a la Costa Est dels EUA, se sentien aliens a aquests estils i van reaccionar contra el que consideraven una nova usurpació de la seva música, com ja ocorregués en els anys trenta.
Amb la finalitat de revitalitzar el jazz, la seva preocupació va a oscil·lar, d'un extrem a un altre, des d'una mescla reactualizada del gospel i el blues, que donarà lloc a un estil (dins el jazz) anomenat funky o soul, fins a una forma revisada del Bebop, mitjançant un retorn a l'expressionisme. Des d'aquesta perspectiva, no és possible dissociar el hard-bop del funky jazz.
Un dels primers músics associats amb el hard-bop va ser Miles Davis, juntament amb els músics que li van acompanyar en el Miles Davis Quintet: John Coltrane, Cannonball Adderley, Red Garland, Philly Joe Jones, Paul Chambers i Milt Jackson. També, per descomptat, Sonny Rollins. Però és entre 1953, amb la creació dels Jazz Messengers d'Art Blakey, i 1954, amb l'aparició dels quintets de Horace Silver i Clifford Brown - Max Roach, quan realment podem situar el punt de partida d'aquestes dues tendències indissociables que conformen el hard-bop. Un bon nombre d'intèrprets del nord (Detroit, Chicago...) i de l'est dels Estats Units van quedar enquadrats en aquest estil: Kenny Burrell, Pepper Adams, Bobby Timmons, Reginald Workman, Paul Chambers, Donald Byrd, Tommy Flanagan…

## Característiques

### Característiques musicals
En el repertori hard-bop es percep per tant una forta influència del blues i del gospel, sent molt notables els temes basats en les seves respectives estructures harmòniques. La utilització de licks de blues sobretot tipus d'acords es consolida com a lloc comú, continuant la tradició iniciada per Charlie Parker.
- Melòdicament el hard-bop és la lògica continuació del bebop.[2] El llenguatge melòdic de Parker es generalitza a tots els improvisadores; això és, l'ús melòdic de les extensions superiors en els acords, l'alteració sistemàtica dels dominants i un ús extensiu de la cinquena disminuïda sobre els acords majors, si bé es pot observar un major èmfasi en la verticalitat de les improvisacions.[3][4]

- Harmònicament, les progressions es fan més complexes almenys en dos sentits. En primer lloc s'amplia el tipus de modulació amb moviments abruptes. John Coltrane és un clar exemple d'això, com s'aprecia en enregistraments clàssics d'aquest corrent com Blue Train i Giant Steps. En segon lloc, en els propis heads, i en el comping dels pianistes, els voicings posseeixen una major riquesa en extensions, enfront d'una forma més escarida d'harmonies i voicings del Bebop.[5]

- El fraseig reprèn la força del bebop, tornant-se a generalitzar els stacattos en el contratemps, enfront del fraseig més legato del cool.

- La instrumentació segueix els patrons clàssics del bebop: Quintets (amb trompeta i saxofon) i trios especialment, encara que, per descomptat, podem trobar exemples de gairebé qualsevol formació.

- Les seccions rítmiques són més homogènies i lleugeres que en el bebop, fent un especial recalcament en el rigor del temps.

### Característiques socials
Quant a l'entorn social en què neix el hard-bop, és convenient recordar que la postguerra va ser una època socialment repressiva als Estats Units i les ideologies progressistes es veuen marginades a cercles molt concrets. En aquest context, el jazz entra en contacte amb aquests cercles en els locals nocturns on toquen els músics desplaçats dels circuits comercials i aquest contacte suposa una embranzida en la cerca de la ruptura amb el Swing. És important assenyalar, que aquesta relació jazz-política serà permanent durant la història del Bop, arribant al seu màxim exponent amb l'aparició del free jazz.
En aquesta línia, la música del hard-bop s'enorgulleix de ser negra i s'inspira clarament en el moviment de drets civils. El bateria Art Blakey va descriure el hard-bop com el moviment de tornada als orígens.

## Evolució de l'estil
Durant els anys 50 i començament dels 60, el hard-bop va oscil·lar entre les seves dues tendències indissociables, tal com ja queda dit, i segons la tirada de cada músic.
A partir de la meitat dels anys 60, apareix una nova ona de hard-boppers, molt més mal·leables, que van a assimilar les troballes modals, del free jazz i, més tard, del jazz rock. Entre ells, Eric Dolphy, Wayne Shorter, Roland Kirk, Randy Weston, Joe Zawinul, etc. Després de l'apogeu de les avantguardes, i a partir de 1975, el hard-bop té un fort revival de la mà dels anomenats grups VSOP, bandes all stars que desenvolupen una versió mainstream del bop, adusta i ajustada als patrons clàssics del gènere. Al capdavant d'ells, Herbie Hancock, Terence Blanchard i, sobretot, Wynton Marsalis.

## Principals representants de l'estil
- Els últims cinc discos que va gravar el Miles Davis Quintet per al segell Prestige Records (Miles, Cookin, Relaxin, Workin i Steamin) van retornar al jazz el blues i la improvisació que el cool havia eliminat. Van trencar amb aquest estil i van aconseguir diferenciar-se de la resta de grups gràcies a l'estil dispers i introspectiu de Davis i al vibrant so de Coltrane. La premsa els va proclamar els salvadors del jazz.

- Una altra associació musical és fonamental per al desenvolupament del hard-bop: la del pianista Thelonious Monk amb John Coltrane. El so que va desenvolupar Coltrane amb l'ajuda de Monk va ser el que va revolucionar la música de jazz: un estil d'interpretació que utilitzava grups de notes, i no una nota cada vegada.

- Músics representatius:
  - Max Roach
  - Cannonball Adderley
  - Art Blakey
  - Clifford Brown
  - Wes Montgomery
  - Kenny Burrell
  - Donald Byrd
  - Paul Chambers
  - Sonny Clark
  - Lou Donaldson
  - Miles Davis
  - Kenny Drew
  - Red Garland
  - Benny Golson
  - Dexter Gordon
  - Johnny Griffin
  - Joe Henderson
  - Andrew Hill
  - Freddie Hubbard
  - Milt Jackson
  - Philly Joe Jones
  - Jackie McLean
  - Charles Mingus
  - Blue Mitchell
  - Hank Mobley
  - Lee Morgan
  - Sonny Rollins
  - Horace Silver
  - Stanley Turrentine
  - Freddie Redd

## Selecció discogràfica
- Miles Davis and The Modern Jazz Giants (Original Jazz Classics), 1954.
- Johnny Griffin, A Blowin' Session (Blue Note), 1957.
- John Coltrane, Blue Train (Blue Note), 1957.
- Art Blakey & The Jazz Messengers, Moanin' (Blue Note), 1958.
- John Coltrane, Giant Steps (Atlantic), 1959.
- Lee Morgan, The Sidewinder (Blue Note), 1963.